# Olympische Sommerspiele 2024/Radsport – Teamsprint Bahn (Frauen)
Der Teamsprint im Bahnradsport der Frauen bei den Olympischen Spielen 2024 in Paris wurde am 5. August im Vélodrome National ausgetragen. Im Vergleich zu den Spielen von Tokio, bei denen noch mit Zweierteams gefahren worden war, fand der Wettbewerb nunmehr wie bei den Männern mit Dreierteams statt.

## Ablauf
Der Wettbewerb lief in drei Phasen ab: Qualifikation, Erste Runde sowie Finalläufe. Es traten acht Mannschaften mit je drei Fahrerinnen an. Von der Möglichkeit, die Besetzung des Teams von einer Runde zur anderen zu ändern, machte keine Mannschaft Gebrauch.
- In der Qualifikation fuhr jede Mannschaft einzeln auf Zeit. Diese wurde zur Erstellung der Setzliste in der Ersten Runde verwendet.
- In der Ersten Runde fuhr das vierte Team der Qualifikation gegen das fünfte, das dritte gegen das sechste, das zweite gegen das siebte und das erste gegen das achte.
- Die beiden schnellsten Gewinner der Ersten Runde bestritten das Finale um Gold, die beiden anderen Gewinner das um Bronze. Die beiden schnellsten Verlierer der Ersten Runde fuhren um Platz 5, die beiden anderen um Platz 7.

## Rennverlauf
Die Qualifikation für diesen Wettbewerb richtete sich nach einer Nationen-Rangliste, in die die Ergebnisse der Bahnradsport-Weltmeisterschaften 2023, des UCI Track Cycling Nations’ Cups 2023 und 2024 sowie der kontinentalen Meisterschaften 2023 und 2024 eingingen.
Im Vorfeld waren Deutschland, Großbritannien und China als die drei klaren Favoriten ausgemacht worden. Deutschland hatte in der Besetzung Pauline Grabosch, Emma Hinze und Lea Sophie Friedrich die letzten vier Weltmeisterschaften gewonnen, Großbritannien hatte seine zwei Läufe im Nations Cup 2024 für sich entschieden, und China hatte wenige Wochen zuvor den Weltrekord um vier Zehntelsekunden verbessert.
Während des Wettkampfs wurde der Weltrekord nicht weniger als fünfmal verbessert, allerdings nicht durch das chinesische Team, das seine Leistung nicht wiederholen konnte. In der Qualifikation stellten zunächst die Britinnen einen Rekord auf. Deutschland unterbot diese Marke während der Ersten Runde um eine Zehntelsekunde und erreichte dennoch nicht das Finale, da zunächst Neuseeland und dann wiederum Großbritannien noch ein wenig schneller waren. Im Finale erzielte das britische Trio aus Katy Marchant, Sophie Capewell und Emma Finucane mit 45,186 s zum dritten Mal eine Bestzeit, die nun rund drei Zehntelsekunden unter dem Rekord vor dem Wettkampf lag. Neuseeland holte die Silbermedaille, Deutschland schlug die Niederlande im Kampf um Bronze.

## Ergebnisse

### Qualifikation
Die Qualifikation fand am 5. August ab 17:00 Uhr statt.
| Rang | Nation         | Namen                                                 | Zeit     | Anm. |
| ---- | -------------- | ----------------------------------------------------- | -------- | ---- |
| 1    | Großbritannien | Katy Marchant Sophie Capewell Emma Finucane           | 45,472 s | WR   |
| 2    | Neuseeland     | Rebecca Petch Shaane Fulton Ellesse Andrews           | 45,593 s |      |
| 3    | Deutschland    | Pauline Grabosch Emma Hinze Lea Sophie Friedrich      | 45,644 s |      |
| 4    | Niederlande    | Kyra Lamberink Hetty van de Wouw Steffie van der Peet | 46,086 s |      |
| 5    | China          | Guo Yufang Bao Shanju Yuan Liying                     | 46,458 s |      |
| 6    | Mexiko         | Jessica Salazar Yuli Verdugo Daniela Gaxiola          | 46,587 s |      |
| 7    | Polen          | Marlena Karwacka Urszula Łoś Nikola Sibiak            | 47,284 s |      |
| 8    | Kanada         | Sarah Orban Lauriane Genest Kelsey Mitchell           | 47,578 s |      |

### Erste Runde
Die Erste Runde fand am 5. August ab 18:55 Uhr statt. Anmerkungen:
- Q1/Q3/Q5/Q7 = Qualifikation für das Rennen um den 1./3./5./7. Platz

| Rang | Lauf | Nation         | Namen                                                 | Zeit     | Anm.   |
| ---- | ---- | -------------- | ----------------------------------------------------- | -------- | ------ |
| 1    | 4    | Großbritannien | Katy Marchant Sophie Capewell Emma Finucane           | 45,338 s | Q1, WR |
| 2    | 3    | Neuseeland     | Rebecca Petch Shaane Fulton Ellesse Andrews           | 45,348 s | Q1     |
| 3    | 2    | Deutschland    | Pauline Grabosch Emma Hinze Lea Sophie Friedrich      | 45,377 s | Q3, DR |
| 4    | 1    | Niederlande    | Kyra Lamberink Hetty van de Wouw Steffie van der Peet | 45,798 s | Q3     |
| 5    | 2    | Mexiko         | Jessica Salazar Yuli Verdugo Daniela Gaxiola          | 46,198 s | Q5     |
| 6    | 1    | China          | Guo Yufang Bao Shanju Yuan Liying                     | 46,362 s | Q5     |
| 7    | 4    | Kanada         | Sarah Orban Kelsey Mitchell Lauriane Genest           | 46,816 s | Q7     |
| 8    | 3    | Polen          | Marlena Karwacka Urszula Łoś Nikola Sibiak            | 47,022 s | Q7     |

### Finalläufe
Auch die Finalläufe fanden am 5. August statt, ab 19:46 Uhr.
| Rang              | Nation         | Namen                                                 | Zeit           | Anm.           |
| Rennen um Gold    | Rennen um Gold | Rennen um Gold                                        | Rennen um Gold | Rennen um Gold |
| ----------------- | -------------- | ----------------------------------------------------- | -------------- | -------------- |
| 1                 | Großbritannien | Katy Marchant Sophie Capewell Emma Finucane           | 45,186 s       | WR             |
| 2                 | Neuseeland     | Rebecca Petch Shaane Fulton Ellesse Andrews           | 45,659 s       |                |
| Rennen um Bronze  |                |                                                       |                |                |
| 3                 | Deutschland    | Pauline Grabosch Emma Hinze Lea Sophie Friedrich      | 45,400 s       |                |
| 4                 | Niederlande    | Kyra Lamberink Hetty van de Wouw Steffie van der Peet | 45,690 s       |                |
| Rennen um Platz 5 |                |                                                       |                |                |
| 5                 | Mexiko         | Jessica Salazar Yuli Verdugo Daniela Gaxiola          | 46,251 s       |                |
| 6                 | China          | Guo Yufang Bao Shanju Yuan Liying                     | 46,572 s       |                |
| Rennen um Platz 7 |                |                                                       |                |                |
| 7                 | Polen          | Marlena Karwacka Urszula Łoś Nikola Sibiak            | 47,175 s       |                |
| 8                 | Kanada         | Sarah Orban Kelsey Mitchell Lauriane Genest           | 47,631 s       |                |